# Chania
Chaniá (tiếng Hy Lạp: Χανιά (số nhiều), [xaˈɲa], cũng chuyển tự Chania, Hania, và Xania, kiểu cũ hơn Chanea và tiếng Venezia Canea, tiếng Thổ Nhĩ Kỳ Ottoman خانيه Hanya) là thành phố lớn thứ nhì của Crete và là thủ phủ của đơn vị periphery Chania. Chania là một thành phố thuộc tỉnh Crete, Hy Lạp. Đây là thành phố lớn thứ 9 của Hy Lạp.
Nó nằm dọc theo bờ biển phía bắc của hòn đảo, về 70 km (43 dặm) về phía tây Rethymno và 145 km (90 dặm) về phía tây Heraklion.
Dân số chính thức của đơn vị tự quản đô thị ương (khu tự quản cũ) là 55.838 người, trong khi khu vực đô thị có 81.985 cư dân. Điều này bao gồm thành phố Chania cùng với 7 thị trấn và làng: Mournies (dân số 6390), Souda (dân số 5330), Nerokouros (dân số 4175), Daratsos (dân số 3287), Perivolia (dân số 3065), Galatas (dân số 2131) và Vamvakopoulo (dân số 1769).
Thành phố có khí hậu đặc trưng Địa Trung Hải, với mùa hè nắng khô và mùa đông mưa nhẹ. Trong thời gian giữa tháng Tư và tháng Mười, hàng ngày trời quang đãng. Bầu khí quyển luôn luôn ấm áp, nhưng đợt nắng nóng gay gắt (nhiệt độ trên 38 °C) không phải là rất phổ biến, do gió Etesia hiện hành ("Meltemia") thổi từ hướng phía Bắc và vui vẻ vừa phải các điều kiện. Khoảng thời gian của những ngày nắng thường xuyên trong mùa đông gió và mưa. Tuyết và sương giá là hiếm khi xảy ra gần bờ biển, với rất ít ngoại lệ, như cơn bão tuyết vào ngày 13 Tháng Hai 2004, khi 10-30 (250–760 mm) tuyết tích lũy trong khu vực đô thị, gây ra sự hỗn loạn chung. Tuy nhiên, những ngày lạnh như vậy có thể được theo sau bởi thời tiết ấm hơn nhiều và nắng. Ngay cả các đợt sóng nhiệt nhỏ sớm có thể xảy ra tháng ba hay tháng tư, trong một sự kiện cát sa mạc Sahara, mạnh mẽ và nóng từ phía nam, mà là một loại Sirokos (σιρόκος) và được gọi là "Livas" (tức là gió từ Libya) người Hy Lạp. Những sự kiện này xảy ra chỉ một vài lần một năm, và thời gian của họ không bao giờ là nhiều hơn một hoặc hai ngày.

## Khí hậu
| Dữ liệu khí hậu của Chania (1961–1990)   | Dữ liệu khí hậu của Chania (1961–1990) | Dữ liệu khí hậu của Chania (1961–1990) | Dữ liệu khí hậu của Chania (1961–1990) | Dữ liệu khí hậu của Chania (1961–1990) | Dữ liệu khí hậu của Chania (1961–1990) | Dữ liệu khí hậu của Chania (1961–1990) | Dữ liệu khí hậu của Chania (1961–1990) | Dữ liệu khí hậu của Chania (1961–1990) | Dữ liệu khí hậu của Chania (1961–1990) | Dữ liệu khí hậu của Chania (1961–1990) | Dữ liệu khí hậu của Chania (1961–1990) | Dữ liệu khí hậu của Chania (1961–1990) | Dữ liệu khí hậu của Chania (1961–1990) |
| Tháng                                    | 1                                      | 2                                      | 3                                      | 4                                      | 5                                      | 6                                      | 7                                      | 8                                      | 9                                      | 10                                     | 11                                     | 12                                     | Năm                                    |
| ---------------------------------------- | -------------------------------------- | -------------------------------------- | -------------------------------------- | -------------------------------------- | -------------------------------------- | -------------------------------------- | -------------------------------------- | -------------------------------------- | -------------------------------------- | -------------------------------------- | -------------------------------------- | -------------------------------------- | -------------------------------------- |
| Cao kỉ lục °C (°F)                       | 26.0 (78.8)                            | 26.0 (78.8)                            | 32.4 (90.3)                            | 33.6 (92.5)                            | 37.2 (99.0)                            | 40.5 (104.9)                           | 44.5 (112.1)                           | 41.4 (106.5)                           | 38.0 (100.4)                           | 35.8 (96.4)                            | 32.8 (91.0)                            | 28.6 (83.5)                            | 44.5 (112.1)                           |
| Trung bình ngày tối đa °C (°F)           | 14.4 (57.9)                            | 14.9 (58.8)                            | 16.6 (61.9)                            | 20.1 (68.2)                            | 24.4 (75.9)                            | 28.7 (83.7)                            | 30.3 (86.5)                            | 29.9 (85.8)                            | 27.3 (81.1)                            | 23.1 (73.6)                            | 19.6 (67.3)                            | 16.2 (61.2)                            | 22.1 (71.8)                            |
| Trung bình ngày °C (°F)                  | 10.8 (51.4)                            | 11.1 (52.0)                            | 12.6 (54.7)                            | 15.8 (60.4)                            | 20.0 (68.0)                            | 24.4 (75.9)                            | 26.4 (79.5)                            | 25.8 (78.4)                            | 23.0 (73.4)                            | 19.0 (66.2)                            | 15.6 (60.1)                            | 12.6 (54.7)                            | 18.1 (64.6)                            |
| Tối thiểu trung bình ngày °C (°F)        | 7.5 (45.5)                             | 7.7 (45.9)                             | 8.6 (47.5)                             | 11.1 (52.0)                            | 14.5 (58.1)                            | 18.5 (65.3)                            | 20.6 (69.1)                            | 20.5 (68.9)                            | 18.2 (64.8)                            | 15.1 (59.2)                            | 11.9 (53.4)                            | 9.3 (48.7)                             | 13.6 (56.5)                            |
| Thấp kỉ lục °C (°F)                      | 0.0 (32.0)                             | 0.0 (32.0)                             | 0.4 (32.7)                             | 4.0 (39.2)                             | 6.8 (44.2)                             | 11.1 (52.0)                            | 13.0 (55.4)                            | 14.5 (58.1)                            | 12.2 (54.0)                            | 8.2 (46.8)                             | 2.2 (36.0)                             | 0.4 (32.7)                             | 0.0 (32.0)                             |
| Lượng Giáng thủy trung bình mm (inches)  | 141.7 (5.58)                           | 112.4 (4.43)                           | 80.7 (3.18)                            | 31.8 (1.25)                            | 13.0 (0.51)                            | 4.6 (0.18)                             | 1.3 (0.05)                             | 1.5 (0.06)                             | 18.7 (0.74)                            | 80.1 (3.15)                            | 72.8 (2.87)                            | 93.9 (3.70)                            | 652.5 (25.69)                          |
| Số ngày giáng thủy trung bình (≥ 1.0 mm) | 12.4                                   | 11.0                                   | 8.1                                    | 4.2                                    | 2.0                                    | 0.6                                    | 0.1                                    | 0.3                                    | 1.2                                    | 5.7                                    | 7.2                                    | 11.0                                   | 63.8                                   |
| Độ ẩm tương đối trung bình (%)           | 73.2                                   | 71.0                                   | 70.0                                   | 64.6                                   | 58.4                                   | 51.1                                   | 50.3                                   | 54.3                                   | 61.4                                   | 69.1                                   | 71.9                                   | 72.5                                   | 64.0                                   |
| Số giờ nắng trung bình tháng             | 117.3                                  | 126.4                                  | 177.8                                  | 230.5                                  | 305.1                                  | 343.1                                  | 374.9                                  | 359.8                                  | 286.7                                  | 193.8                                  | 152.5                                  | 121.8                                  | 2.789,7                                |
| Nguồn: NOAA                              |                                        |                                        |                                        |                                        |                                        |                                        |                                        |                                        |                                        |                                        |                                        |                                        |                                        |